# Bründlwagner (Bad Leonfelden)

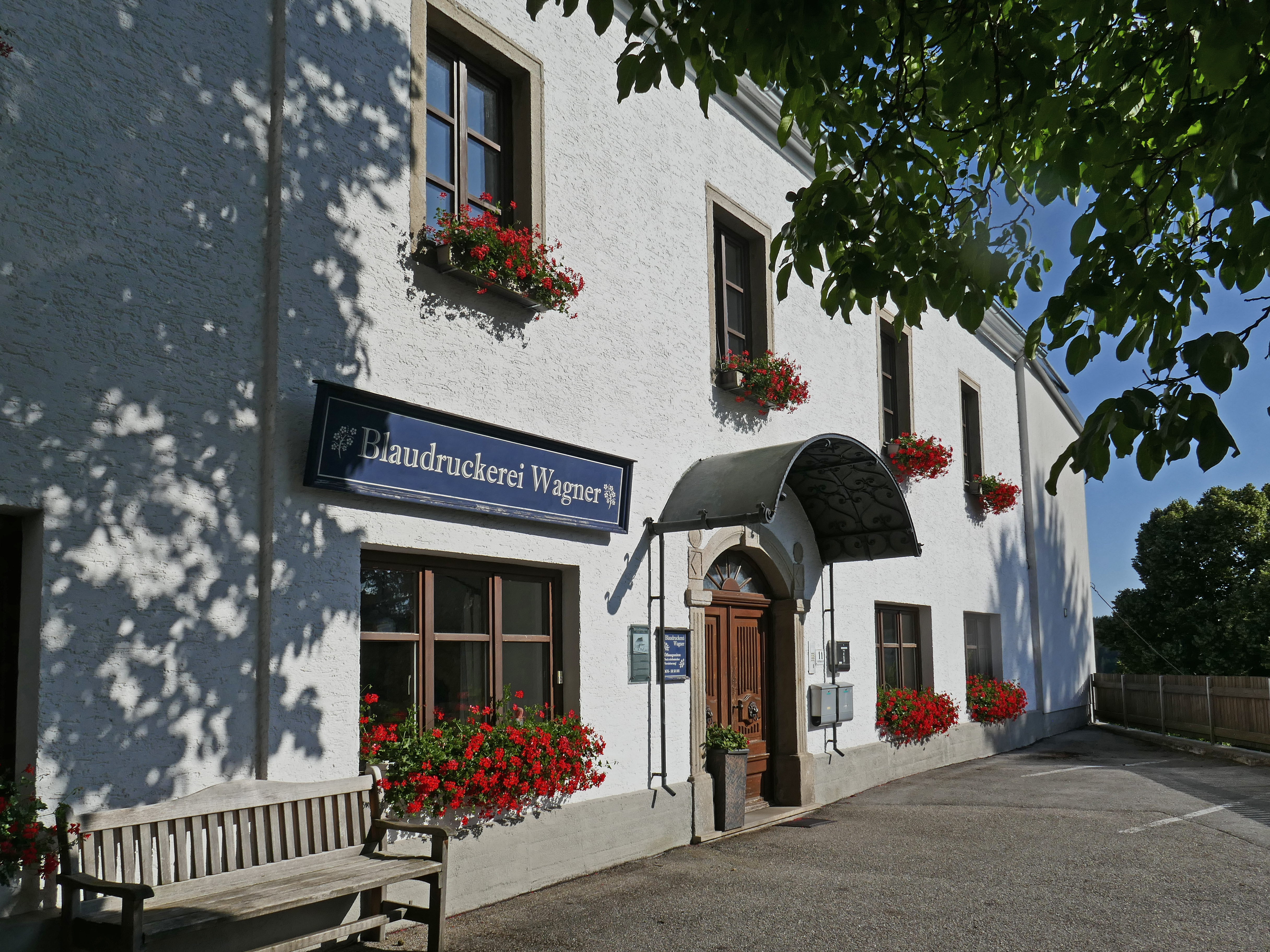
Das ehemalige Badhaus, jetzt Gebäude der Blaudruckerei Wagner

Das Haus Bründlwagner (Bründlfärberei, ehemaliges Badhaus) steht an der Heilquelle in der Kurhausstraße 11 südlich der Wallfahrtskirche Maria Schutz am Bründl bei der Ortschaft Spielau der Stadtgemeinde Bad Leonfelden im oberösterreichischen Mühlviertel.

## Geschichte

### Badehütte und Badhaus

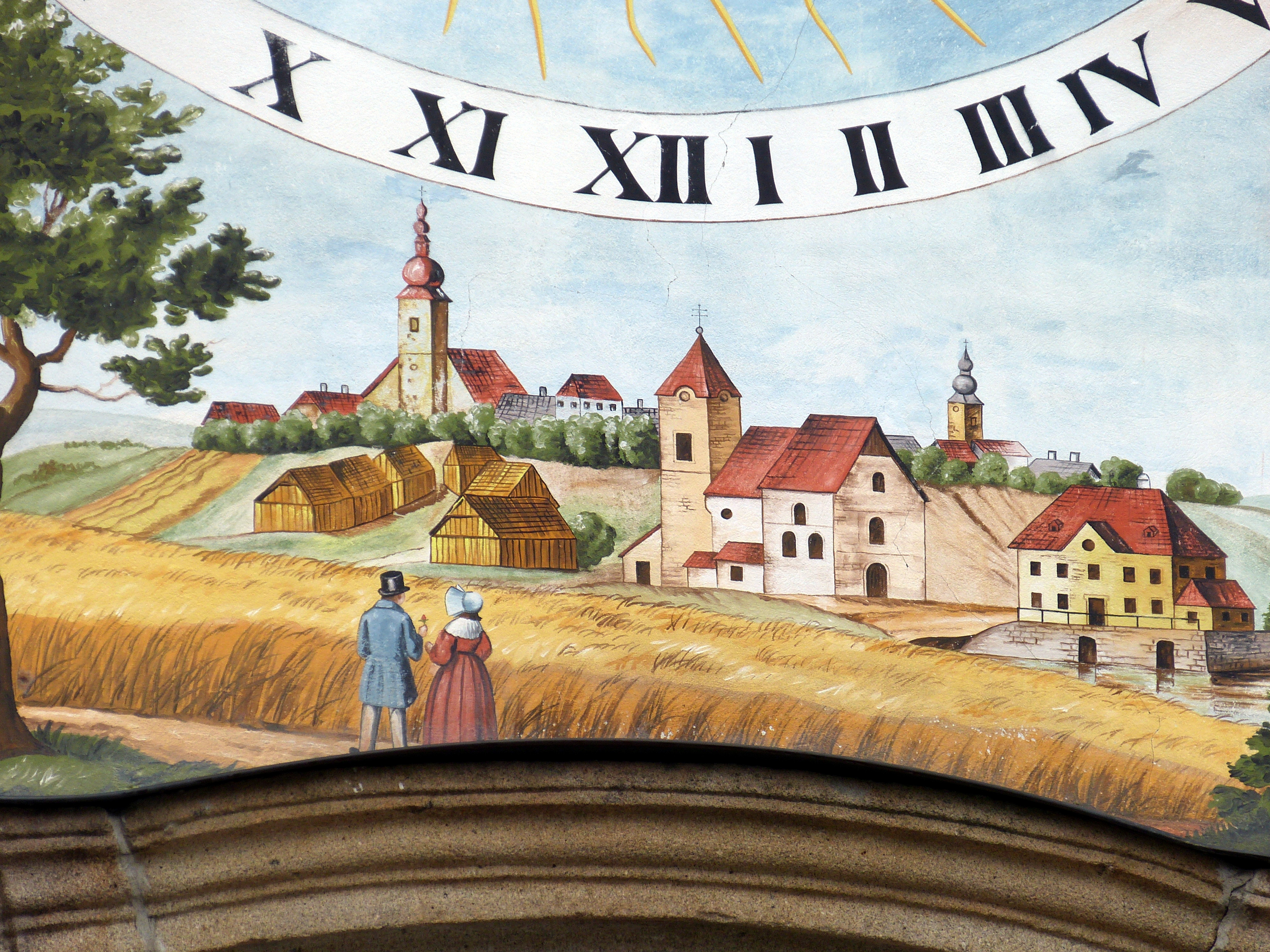
Die drei Kirchen von Leonfelden, rechts das Badhaus (19. Jhdt.)

Die Bründlquelle galt als so heilkräftig, dass bereits im Jahr 1662 eine hölzerne Badehütte aufgestellt wurde, die 1709 durch ein gemauertes Badhaus ersetzt wurde. Im Grundbuch und anderen Dokumenten scheint es ab etwa 1800 als Badhaus nächst der Bründlkirche auf. Im Jahr 1833 erwarb der Tischlermeister Ignaz Scheucher das alte Badhaus, errichtete ein neues Badhaus, das weitgehend der heutigen Form entspricht, und betrieb darin auch eine Gastwirtschaft.

### Bierbrauerei und Färberei

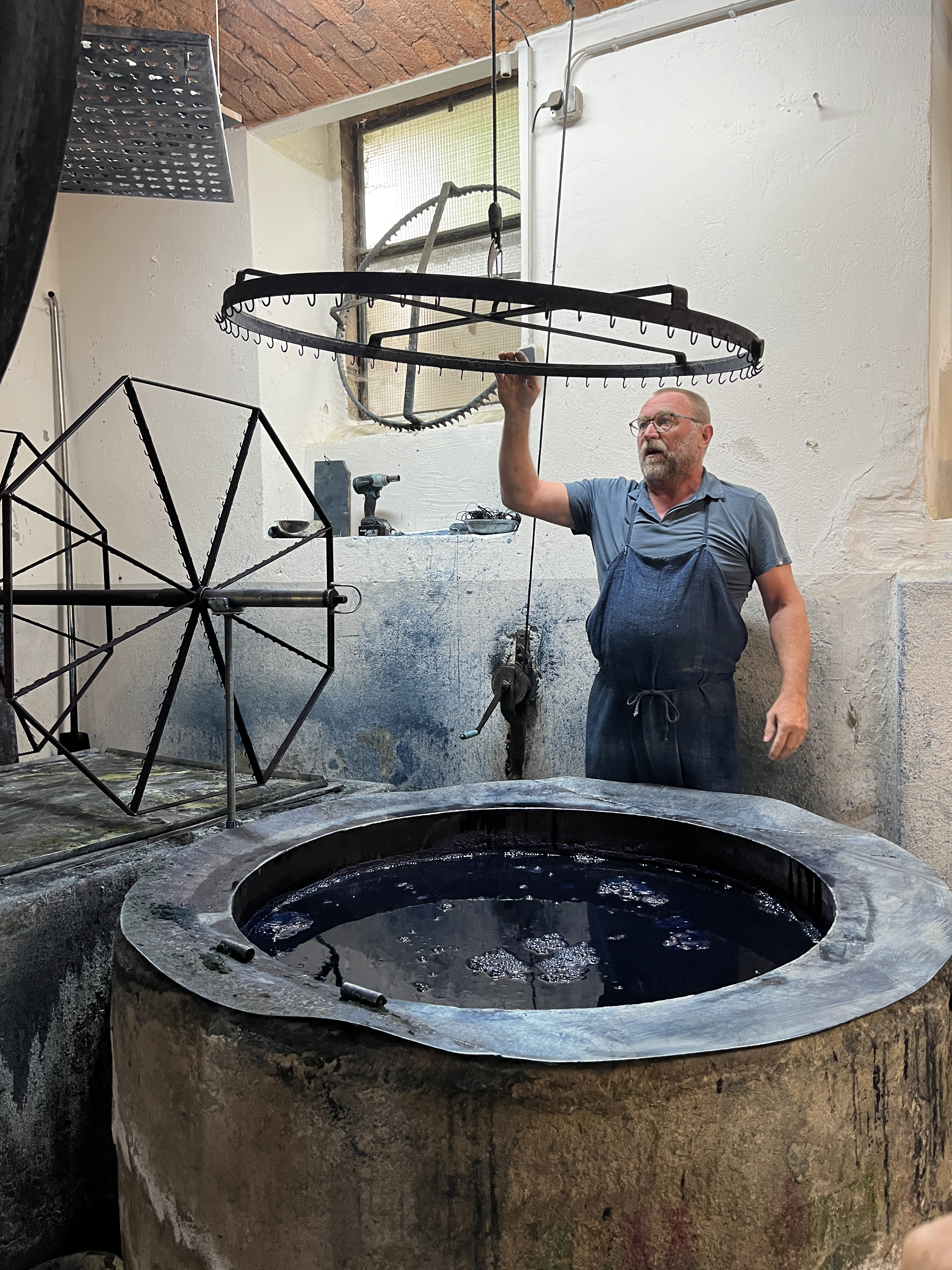
Blaudrucker Karl Wagner mit einem Sternreif an der Indigo-Küpe

Der spätere Besitzer Mathias Götz richtete im Badhaus zusätzlich eine Bierbrauerei ein. Der Färber Karl Wagner aus Hohenfurt erwarb das Gebäude im Jahr 1878 und gestaltete die Räumlichkeiten der ehemaligen Brauerei zu einer Färberei um.

### Franzensbad
Der Lebzelter Franz Kastner wurde 1860 nach mehreren Moorbädern bei der sogenannten „Schwimmenden Brücke“ im Wald von seiner Gicht geheilt und stellte zuerst ein „Moorhüttl“ dort auf. Zwei aufeinandergestellte und im Moor versenkte 12-Eimer-Fässer dienten als Wassersammelbecken. Die Heilwirkung des Wassers sprach sich herum, sodass Franz Kastner 1881 schließlich um eine Konzession zum Betrieb eines Moorbades im Badhaus Bründlwagner ansuchte.
Franz Kastner durfte mit Bewilligung der zuständigen Bezirkshauptmannschaft Freistadt vom 18. April 1881 ein Moorbad im Bründlwagner mit der Bezeichnung „Franzensbad bei Leonfelden“ führen – in Anspielung sowohl auf seinen Vornamen als auch auf den berühmten böhmischen Kurort Franzensbad. Das Moorwasser wurde ursprünglich in Fässern von Fuhrwerken zum Badhaus transportiert. Bald wurde aber eine 2000 Meter lange Bleirohrleitung vom „Moorhüttl“ zur Bründlfärberei verlegt. Im Jahr 1885 scheinen bereits Kurgäste aus Niederösterreich (Gmünd) und Böhmen (Krumau, Iglau, Pilsen) im Gästebuch des Badhauses auf. Am 1. Mai 1886 gründeten das Lebzelter-Ehepaar Franz und Amalia Kastner, die Betreiber des Moorbades, und das Färber-Ehepaar Karl und Therese Wagner, die Eigentümer des Badhauses, eine „Badeunternehmung“. Im Erdgeschoß befanden sich die vier Badekabinen und die Gaststube, im Obergeschoß sechs Gästezimmer, die von Mai bis September genutzt wurden.
Der Badebetrieb wurde bis zum Beginn des Ersten Weltkrieges 1914 eingestellt. Ein Teil der Bleirohrleitungen wurde gestohlen. Dennoch war das Franzensbad der Vorläufer des heutigen Kurbetriebs in Bad Leonfelden. Die Gastwirtschaft beim Bründlwagner blieb bis 1960 aufrecht, die Färberei besteht (mit einer kurzen Unterbrechung) bis heute.

## Architektur
Der zweigeschoßige Bau hat ein Segmentbogenportal mit 1834. Im Gebäudeinneren gibt es Tonnen-, Platzl- und Kappengewölbe, teils Steinplattenbelag.

## Nutzung
Heute wird das Gebäude ausschließlich durch die Blaudruckerei Wagner genutzt. Der Mühlviertler Handblaudruck gilt dabei seit 2015 als Immaterielles Kulturerbe in Österreich und wurde 2018 in die Repräsentative Liste des immateriellen Kulturerbes der Menschheit aufgenommen.